# 法比安娜·科勞迪諾
法比安娜·馬賽連努·科勞迪諾（英語：Fabiana Marcelino Claudino，1985年1月24日—），是一名巴西女子排球運動員，司職副攻手。她是巴西國家女子排球隊的隊長。法比安娜代表巴西分別在2008年北京奥林匹克运动会和2012年倫敦奥林匹克运动会兩次奪得金牌。